# 北站站 (布鲁塞尔准地铁)
北站站（法語：Gare du Nord）是布鲁塞尔有轨电车3、4、25、55号线（准地铁）的车站，位于比利时布鲁塞尔首都大区斯哈尔贝克。

## 名称
该站得名于上方的铁路车站布魯塞爾北站，其与本站组成了一个综合交通枢纽，将火车、有轨电车和公共汽车三者结合。